# Бёэ, Анетте
Анетте Бёэ (норв. Anette Bøe; род. 5 ноября 1957 года, Ларвик) — норвежская лыжница, призёрка олимпийских игр, трёхкратная чемпионка мира, обладательница Кубка мира.
В Кубке мира Бёэ дебютировала в 1982 году, в то же году одержала первую победу на этапе Кубка мира. Всего имеет на своём счету 8 побед на этапах Кубка мира. В сезоне 1984/85 Бёе одержала победу в общем зачёте Кубка мира, опередив на 21 очко, занявшую второе место Грете Ингеборг Нюккельмо.
На Олимпиаде-1980 в Лейк-Плэсиде завоевала бронзу в эстафетной гонке, а также стала 24-й в гонке на 5 км.
На Олимпиаде-1988 в Калгари заняла 20-е место в гонке на 20 км коньком.
На чемпионатах мира завоевала три золотые, две серебряные и одну бронзовую медали, наиболее успешно выступила на чемпионате мира-1985, где завоевала четыре медали, в том числе две золотые.
Кроме лыжных гонок, профессионально занималась хоккеем.